# 翁肯
翁肯是奥地利萨尔茨堡州滨湖采尔县的一个市镇。总面积108.84平方公里，总人口1956人，人口密度18.0人/平方公里（2005年）。